# Andrzej Balcerzak

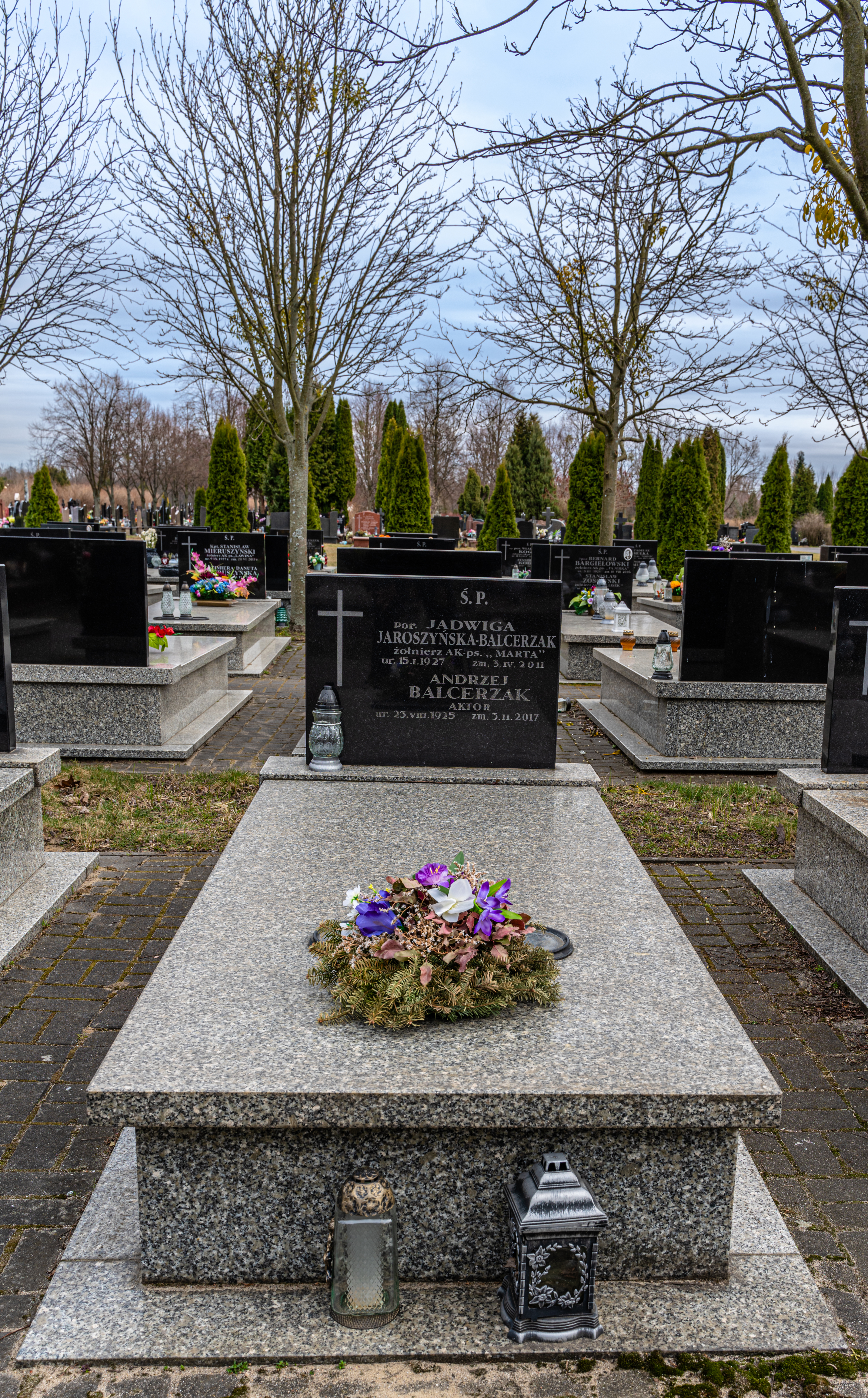
Grób Andrzeja Balcerzaka na cmentarzu komunalnym Północnym w Warszawie

Andrzej Balcerzak (ur. 23 sierpnia 1925 w Warszawie, zm. 3 lutego 2017 tamże) – polski aktor teatralny, filmowy i telewizyjny.

## Teatr
W teatrze zadebiutował 13 listopada 1946 roku, przez dwa lata pracował jako adept w Teatrze Polskim w Warszawie. Następnie – w latach 1947–1948 był aktorem Teatru Miejskiego im. Stefana Jaracza w Olsztynie. W roku 1948 zdał eksternistyczny egzamin aktorski. W latach 1948–1956 był aktorem Teatru im. Stefana Żeromskiego, działającego w Kielcach i Radomiu, a następnie pracował w Teatrze im. Juliusza Osterwy w Lublinie (1956-1959) oraz w Teatrach Ziemi Pomorskiej w Bydgoszczy i Toruniu (1959−1960). Później na dłużej związał się z krakowskim Teatrem im. Juliusza Słowackiego, gdzie występował w latach 1960-1988. Ostatnim miejscem jego pracy teatralnej był ponownie warszawski Teatr Polski, w którym grał w latach 1988–2000.
W swojej pracy aktora teatralnego współpracował także z innymi teatrami – stołecznym Teatrem Dzieci Warszawy (1947), Teatrem Ziemi Opolskiej w Opolu (1954), krakowskim Teatrem Satyry „Maszkaron” (1988).

## Spektakle teatralne
- 1946 – Penelopa (reż. Marian Wyrzykowski)
- 1947 – Na jagody (reż. Władysław Oliszewski)
- 1947 – Pociąg widmo jako Jackson (reż. Maria Szczęsna)
- 1948 – Zemsta jako Perełka (reż. Janusz Strachocki)
- 1951 – Dwaj panicze z Werony jako Walencjo (reż. Witold Małkowski)
- 1953 – Pan Damazy jako Genio (reż. Irena Byrska)
- 1954 – Dożywocie jako Filip (reż. I. Byrska)
- 1954 – Droga do Czarnolasu jako Jan Kochanowski (reż. Krystyna Skuszanka)
- 1958 – Dom lalki jako doktor Rank (reż. Jerzy Goliński)
- 1958 – Nie igra się z miłością jako baron (reż. Zofia Modrzewska)
- 1960 – Pierwszy dzień wolności jako Anzelm (reż. Hugon Moryciński)
- 1960 – Nieporównany Crichton jako Ernest Woolley (reż. Stanisław Milski); także asystent reżysera
- 1960 – Zbójcy jako Herman (reż. Mieczysław Górkiewicz)
- 1962 – Wesołe kobiety z Windsoru jako Page (reż. Janusz Warnecki)
- 1963 – Fedra jako Feramenes (reż. Roman Niewiarowicz)
- 1963 – Improwizacja paryska jako Auguste Renoir (reż. Jan Biczycki)
- 1963 – Dziady jako Obrzędnik; Więzień; Duch; Diabeł (reż. Bogdan Korzeniewski)
- 1963 – Krakowiacy i Górale jako Jonek (reż. Bronisław Dąbrowski)
- 1965 – Żabusia jako Bartnicki (reż. R. Niewiarowicz)
- 1965 – Tragedia optymistyczna jako Tchórz (reż. Lidia Zamkow)
- 1965 – Opera za trzy grosze jako Jimmy II (reż. L. Zamkow)
- 1966 – Księżniczka Turandot jako Timur (reż. Władysław Krzemiński)
- 1966 – Makbet jako Nieznajomy służący (reż. L. Zamkow)
- 1966 – Dom otwarty jako Fujarkieiwicz (reż. B. Dąbrowski)
- 1969 – Powrót Odysa jako Eumajos (reż. J. Goliński)
- 1969 – Wesele jako Gość (reż. L. Zamkow)
- 1969 – Złota Czaszka jako Jankiel (reż. J. Goliński)
- 1970 – Janosik, czyli na szkle malowane jako Żandarm (reż. Jan Skotnicki)
- 1971 – Płatonow jako Pietrin (reż. J. Goliński)
- 1971 – Ksiądz Marek jako Rabin (reż. J. Goliński)
- 1972 – Jegor Bułyczow i inni jako Mokiej Baszkin (reż. Piotr Paradowski)
- 1972 – Rewizor jako Rewirowy (reż. Jerzy Krasowski)
- 1973, 1991 – Wesele jako Stańczyk (reż. P. Paradowski)
- 1973 – Lilla Weneda jako Lech (reż. K. Skuszanka)
- 1974 – Turandot jako Jau Jel (reż. J. Krasowski)
- 1974 – Dwa Teatry jako dyrektor teatru (reż. K. Skuszanka)
- 1974 – Rewolwer jako Paroli (reż. Jerzy Zegalski)
- 1975 – Sprawa Dantona jako Philippeaux (reż. J. Krasowski)
- 1975 – Peer Gynt jako Odlewacz Guzików (reż. K. Skuszanka)
- 1977 – Moralność pani Dulskiej jako pan Dulski
- 1977 – Cudzoziemka jako Adam (reż. Anna Lutosławska)
- 1978 – Hamlet jako Poloniusz (reż. J. Krasowski)
- 1979 – Wujaszek Wania jako Ilia Tielegin (reż. J. Krasowski)
- 1979 – W małym dworku jako Dyapanazy Nibek (reż. Jan Sycz)
- 1980 – Brat naszego Boga jako Maks (reż. K. Skuszanka)
- 1982 – Cyd jako Don Diego (reż. Wojciech Ziętarski)
- 1982 – Tango jako Eugeniusz (reż. Bogdan Tosza)
- 1982 – Trans-Atlantyk jako Pyckal (reż. Mikołaj Grabowski)
- 1983 – Irydion jako Chrześcijanin (reż. M. Grabowski)
- 1984 – Wesele jako ojciec (reż. M. Grabowski)
- 1985 – Książę Homburgu jako pułkownik Kottwitz (reż. Wojciech Szulczyński)
- 1987 – Noc listopadowa jako Joachim Lelewel (reż. Andrzej Maria Marczewski)
- 1988 – Zemsta jako Rejent Milczek (reż. Kazimierz Dejmek)
- 1989 – Rewizor jako Lapkin-Tiapkin (reż. K. Dejmek)
- 1991 – Szczęście Frania jako Lipowski (reż. Bogdan Baer)
- 1993 – Damy i huzary jako Grzegorz (reż. K. Dejmek)
- 1993 – Ryszard III jako biskup Jan Morton (reż. Maciej Prus)
- 1995 – Kariera Artura Ui jako Butcher (reż. M. Prus)
- 1998 – Wizyta starszej pani jako lekarz (reż. Zdzisław Wardejn)
- 1998 – Sędziowie jako Jukli (reż. Paweł Łysak)
- 2000 – Biwak pod gołym niebem jako Ireneusz (reż. Jan Kulczyński)
- 2001 – Miłość czysta jako doktor (reż. Tadeusz Bradecki)

## Teatr Telewizji
- 1973 – Krzysztof Kolumb jako król (reż. K. Skuszanka)
- 1974 – Wariatka z Chaillot jako Prospektor (reż. K. Skuszanka)
- 1977 – Urodziny jako Thomas Cowper (reż. Tadeusz Lis)
- 1979 – Wesołe kumoszki z Windsoru jako Proboszcz Hugo (reż. Józef Słotwiński)
- 1985 – Zapomniany diabeł (reż. Tadeusz Lis)
- 1988 – Makbet jako Sługa (reż. Krzysztof Nazar)
- 1990 – Człowiek z budki suflera jako Gość w kawiarni (reż. Jan Bratkowski)
- 1991 – Niezwykłe przygody doktora Dolittle’a jako Doktor Dolittle (reż. A. Czekanowski, Waldemar Dziki)

## Filmografia
- 1964 – Koniec naszego świata jako Więzień bijący Żydów i księży
- 1965 – Gorąca linia jako Wincenty Krzaczek, były więzień
- 1966 – Ściana Czarownic jako trener Antoni Małecki
- 1969 – Przygody pana Michała jako ksiądz Kamiński
- 1971 – 150 na godzinę jako ojciec Marcina
- 1971 – Podróż za jeden uśmiech jako kierownik Słyka (odc. 1)
- 1976 – Zofia jako dyrektor domu starców
- 1976 – Polskie drogi jako żandarm eskortujący Kurasia i Niwińskiego po ujęciu w Owczarach (odc. 2)
- 1977 – Okrągły tydzień jako Król
- 1980 – Królowa Bona jako stary szlachcic (odc. 12)
- 1982 – Oko proroka jako kupiec Heliasz
- 1983 – Ostrze na ostrze jako książę Michał Zasławski
- 1983 – Kolory kochania jako Błażej
- 1985 – Oko proroka czyli Hanusz Bystry i jego przygody jako kupiec Heliasz
- 1995 – Deborah jako Proboszcz
- 1996 – Opowieść o Józefie Szwejku i jego drodze na front jako pan Kakonyi
- 1999 – Przygody dobrego wojaka Szwejka jako pan Kakonyi

## Dubbing
- 1978–1980 – Wyprawa Profesora Gąbki – głosy postaci animowanych
- 2002 – Harry Potter i Komnata Tajemnic – Korneliusz Knot

## Nagrody
- 1958 – Nagroda Wojewódzkiej Rady Narodowej w Lublinie
- 1983 – Odznaczenie Zasłużony Działacz Kultury